# Paolo da San Leocadio
Paolo da San Leocadio né à Reggio d'Émilie le 10 septembre 1447 et mort à Valence vers 1520 est un peintre italien.
Il est considéré, par sa large activité en Espagne, comme faisant partie de la Renaissance espagnole, dit Siècle d'or espagnol.

## Biographie

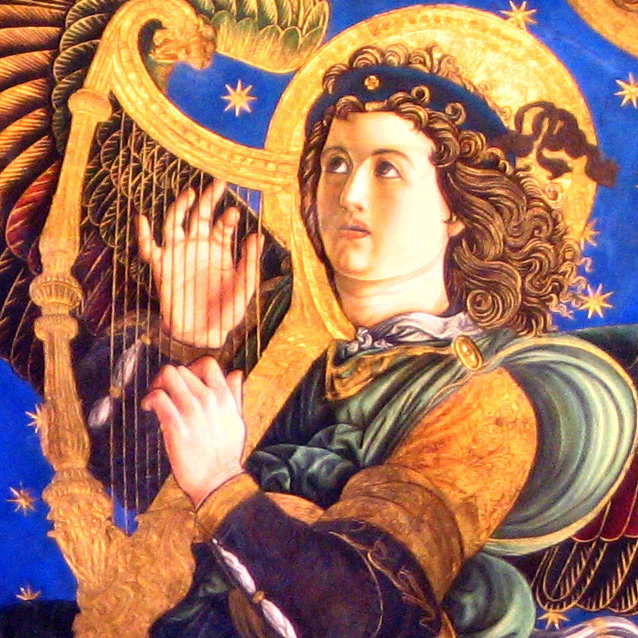
Ange musicien, cathédrale de Valence.

Quatrième fils de Pietro Lazzaro da San Leocadio originaire de San Valentino de Castellarano, sa présence à Reggio fin 1458 est attestée quand il a 11 ans.
Parti à Ferrare, il se forme après de Bono da Ferrara et de Ercole de Roberti et subit les influences d'Andrea Mantegna, de Cosmè Tura et de Francesco del Cossa.
En 1472, il suit à Ostie le jeune et puissant cardinal Rodrigo Borgia, futur pape Alexandre VI, et commence son activité artistique à Valence où on trouve ses œuvres les plus importantes, parmi lesquelles citons les fresques de la cathédrale de Valence. représentant des scènes bibliques de La Vie de la Vierge, première œuvre de la Renaissance en Espagne, et les Anges musiciens, reconnu comme son chef-d'œuvre, toutes œuvres attribuées et confirmées par des documents présents dans les archives de la cathédrale.

## Œuvres
- Vergine della Grazia, Enguera, province de Valence, église de San Miguel.
- San Michele, Valence, musée diocésain.
- la Virgen del Caballero de Montesa, Madrid, musée du Prado.
- La Sacra Conversazione, Londres, National Gallery.

### Sources
- (it) Cet article est partiellement ou en totalité issu de l’article de Wikipédia en italien intitulé « Paolo da San Leocadio » (voir la liste des auteurs).